# 江湖情
《江湖情》（英語：Rich and Famous）是1987年上映的一部香港黑幫電影，由黄泰来執導，周润发、刘德华、万梓良主演。為《英雄好漢》的前傳，在《英雄好漢》首映三個月後上映，《江湖情》被视为当年其中一部經典犯罪片。

## 剧情
1953年，潮州人鄧吉（楊群 飾）帶其子鄧家勇（萬梓良 飾）及外甥女王惠珠（王小鳳 飾）南下至香港尋找好友，到港後好友已病逝，更收養好友之子林定國（劉德華 飾），後吉為了勇、國同惠珠而拼命工作，導致內傷，加上勇好賭欠債，使惠珠成為舞女，勇與國為了家人及清還欠債，決定接納好友麥英雄（譚詠麟 飾）的提議劫取朱老大（柯俊雄 飾）的黃金，事後被朱發覺，國為了惠珠被朱脅持，勇與惠珠求助於同為潮洲人的大哥李阿劑（周潤發 飾），朱在劑哥壓力下放了國，事後勇與國更拜於劑的門下，劑哥因欣賞阿國的英勇和義氣決定將他留在身邊並委以重任，阿勇急於求成心浮氣躁，得不到劑哥的信賴，勇為了得到劑哥的信賴介紹英雄之表妹劉寶兒（劉嘉玲 飾）給劑哥認識。不久，泰國毒梟羅生漢出五十萬暗花殺曾對劑哥父子有恩的叔父范鐵頭（樊梅生 飾），朱在大會上聯合眾老大圍攻劑來迫劑交出范，但被劑擺平，但勇更為了錢殺害范，被劑哥發覺更揚言要殺勇，雖被國力保下無事，但勇與國被劑哥逐出門下，勇更改投朱門下，更與國反目，其後國在英雄重傷力保下無事，劑哥與寶兒結婚，在婚禮期間被勇帶領幾名鎗手襲擊，寶兒受創，劑哥與國在英雄犧牲下成功解決鎗手，勇在惠珠與吉求情下被放生，後被警員張鐵柱（李修賢 飾）拘捕，事後國遠走馬六甲重新做人。

## 演出
| 演员   | 角色       | 粵語配音 |
| 周潤發 | 李阿劑     | 周潤發   |
| 劉德華 | 林定國     | 李學斌   |
| 萬梓良 | 鄧家勇     | 萬梓良   |
| 譚詠麟 | 麥英雄     | 黃志成   |
| 劉嘉玲 | 劉寶兒     | 楊麗仙   |
| 柯俊雄 | 朱老大     | 周永光   |
| 李修賢 | 張鐵柱     | 黃志成   |
| 林聰   | 大眼       | 盧傑群   |
| 楊群   | 鄧吉       | 楊群     |
| 樊梅生 | 范叔       | 賈鳳梧   |
| 成奎安 | 阿六       | 黃子敬   |
| 王小鳳 | 王惠珠     | 黃小英   |
| 吳海添 | 侯sir      | 源家祥   |
| 華忠男 | 朱老大心腹 | 盧傑群   |
| 黃智強 | 朱老大心腹 | 源家祥   |
| 簡達華 | 西洋仔     | 黃子敬   |